# Grand Prix-seizoen 1935
Het Grand Prix-seizoen 1935 was het derde Grand Prix-jaar waarin het Europees kampioenschap werd verreden. Het seizoen begon op 10 februari en eindigde op 20 oktober na vijf Grands Prix voor het Europese kampioenschap, twee Grandes Épreuves en 35 andere races. Rudolf Caracciola werd kampioen met drie overwinningen.

## Kalender

### Europees kampioenschap
| Ronde | Datum        | Grand Prix  | Circuit           | Winnaar           | Constructeur  | Verslag |
| ----- | ------------ | ----------- | ----------------- | ----------------- | ------------- | ------- |
| 1     | 14 juli      | België      | Spa-Francorchamps | Rudolf Caracciola | Mercedes-Benz | verslag |
| 2     | 28 juli      | Duitsland   | Nürburgring       | Tazio Nuvolari    | Alfa Romeo    | verslag |
| 3     | 25 augustus  | Zwitserland | Bremgarten        | Rudolf Caracciola | Mercedes-Benz | verslag |
| 4     | 8 september  | Italië      | Monza             | Hans Stuck        | Auto-Union    | verslag |
| 5     | 22 september | Spanje      | Lasarte           | Rudolf Caracciola | Mercedes-Benz | verslag |

### Niet-kampioenschapsraces
Grandes Épreuves zijn gemarkeerd met een gele achtergrond.
| Datum        | Land             | Racenaam                      | Circuit         | Winnaar                    | Constructeur  | Verslag |
| ------------ | ---------------- | ----------------------------- | --------------- | -------------------------- | ------------- | ------- |
| 10 februari  | Noorwegen        | Grand Prix van Noorwegen      | Bogstad         | Per Victor Widengren       | Alfa Romeo    | verslag |
| 17 februari  | Zweden           | Vallentunaloppet              | Vallentnasjön   | Per Victor Widengren       | Alfa Romeo    | verslag |
| 24 februari  | Frankrijk        | Grand Prix van Pau            | Pau             | Tazio Nuvolari             | Alfa Romeo    | verslag |
| 22 april     | Monaco           | Grand Prix van Monaco         | Monaco          | Luigi Fagioli              | Mercedes-Benz | verslag |
| 28 april     | Italië           | Targa Florio                  | Madonie         | Antonio Brivio             | Alfa Romeo    | verslag |
| 5 mei        | Tunesië          | Grand Prix van Tunis          | Carthago        | Achille Varzi              | Auto-Union    | verslag |
| 12 mei       | Italië           | Grand Prix van Tripoli        | Mellaha         | Rudolf Caracciola          | Mercedes-Benz | verslag |
| 12 mei       | Finland          | Grand Prix van Finland        | Eläintarharata  | Karl Ebb                   | Mercedes-Benz | verslag |
| 19 mei       | Italië           | Bergamo Circuit               | Bergamo         | Tazio Nuvolari             | Alfa Romeo    | verslag |
| 26 mei       | Duitsland        | Avusrennen                    | AVUS            | Luigi Fagioli              | Mercedes-Benz | verslag |
| 26 mei       | Frankrijk        | Grand Prix van Picardië       | Péronne         | Robert Benoist             | Bugatti       | verslag |
| 26 mei       | Frankrijk        | Orléans Circuit               | Orléans         | Robert Cazaux              | Bugatti       | verslag |
| 31 mei       | Groot-Brittannië | Mannin Moar                   | Douglas         | Brian Lewis                | Bugatti       | verslag |
| 2 juni       | Frankrijk        | Grand Prix van U.M.F.         | Linas-Montlhéry | Raymond Sommer             | Alfa Romeo    | verslag |
| 2 juni       | Brazilië         | Grand Prix van Rio de Janeiro | Gávea           | Riccardo Carú              | Fiat          | verslag |
| 9 juni       | Italië           | Biella Circuit                | Biella          | Tazio Nuvolari             | Alfa Romeo    | verslag |
| 9 juni       | België           | Grand Prix des Frontières     | Chimay          | Rudolf Steinweg            | Bugatti       | verslag |
| 16 juni      | Duitsland        | Eifelrennen                   | Nürburgring     | Rudolf Caracciola          | Mercedes-Benz | verslag |
| 23 juni      | Frankrijk        | Grand Prix van Frankrijk      | Linas-Montlhéry | Rudolf Caracciola          | Mercedes-Benz | verslag |
| 30 juni      | Spanje           | Grand Prix van Penya Rhin     | Montjuïc Park   | Luigi Fagioli              | Mercedes-Benz | verslag |
| 30 juni      | Frankrijk        | Grand Prix van Lorraine       | Nancy           | Louis Chiron               | Alfa Romeo    | verslag |
| 7 juli       | Italië           | Turijn Circuit                | Valentino Park  | Tazio Nuvolari             | Alfa Romeo    | verslag |
| 7 juli       | Frankrijk        | Grand Prix de la Marne        | Reims-Gueux     | René Dreyfus               | Alfa Romeo    | verslag |
| 21 juli      | Frankrijk        | Grand Prix van Dieppe         | Dieppe          | René Dreyfus               | Alfa Romeo    | verslag |
| 21 juli      | Italië           | Varese Circuit                | Varese          | Vittorio Belmondo          | Alfa Romeo    | verslag |
| 4 augustus   | Frankrijk        | Grand Prix du Comminges       | Saint-Gaudens   | Raymond Sommer             | Alfa Romeo    | verslag |
| 4 augustus   | Italië           | Coppa Ciano                   | Montenero       | Tazio Nuvolari             | Alfa Romeo    | verslag |
| 15 augustus  | Italië           | Coppa Acerbo                  | Pescara         | Achille Varzi              | Auto-Union    | verslag |
| 18 augustus  | Frankrijk        | Grand Prix van Nice           | Nice            | Tazio Nuvolari             | Alfa Romeo    | verslag |
| 15 september | Italië           | Grand Prix van Modena         | Modena          | Tazio Nuvolari             | Alfa Romeo    | verslag |
| 15 september | Estland          | Grand Prix van Estland        | Pirita-Kose     | Karl Ebb                   | Mercedes-Benz | verslag |
| 29 september | Tsjechoslowakije | Grand Prix van Masaryk        | Brno            | Bernd Rosemeyer            | Auto-Union    | verslag |
| 29 september | Italië           | Coppa Edda Ciano              | Lucca           | Mario Tadini               | Alfa Romeo    | verslag |
| 5 oktober    | Groot-Brittannië | Grand Prix van Donington      | Donington Park  | Richard Shuttleworth       | Alfa Romeo    | verslag |
| 6 oktober    | Italië           | Coppa della Sila              | Cosenza         | Antonio Brivio             | Alfa Romeo    | verslag |
| 19 oktober   | Groot-Brittannië | Mountain Championship         | Brooklands      | Richard Shuttleworth       | Alfa Romeo    | verslag |
| 20 oktober   | Portugal         | Estoril Circuit               | Estoril         | Francisco Ribeiro Ferreira | Bugatti       | verslag |

1894 · 1895 · 1896 · 1897 · 1898 · 1899 · 1900 · 1901 · 1902 · 1903 · 1904 · 1905 · 1906 · 1907 · 1908 · 1909 · 1910 · 1911 · 1912 · 1913 · 1914 · 1915 · 1916 · Eerste Wereldoorlog · 1919 · 1920 · 1921 · 1922 · 1923 · 1924 · 1925 · 1926 · 1927 · 1928 · 1929 · 1930 · 1931 · 1932 · 1933 · 1934 · 1935 · 1936 · 1937 · 1938 · 1939 · 1940-1945 (Tweede Wereldoorlog) · 1946 · 1947 · 1948 · 1949 
 Lijst van Grand Prix-wedstrijden voor 1950